# QED: The Strange Theory of Light and Matter
QED: The Strange Theory of Light and Matter (în română QED: Strania teorie a luminii și materiei) este o carte de popularizare despre electrodinamica cuantică (Quantum ElectroDynamics) scrisă de Richard Feynman, a cărei primă ediție a fost publicată în 1985. Ea reprezintă o adaptare a patru conferințe ținute de autor în fața unui public de nespecialiști la Universitatea din Auckland în 1979, repetate în formă modificată la University of California, Los Angeles în 1983.
Prezentarea se concentrează asupra înțelegerii conceptuale a fenomenelor electromagnetice care, într-un curs universitar obișnuit, ar necesita calcule matematice laborioase. În introducerea la ediția din anul 2006, fizicianul Anthony Zee⁠(en)[traduceți] scria: „După Feynman, ca să înveți QED ai două opțiuni: ori studiezi fizică șapte ani, ori citești cartea asta.”
„Feynman pur și simplu nu poate să nu fie original. În această carte stranie, fascinantă, el explică profanilor teoria cuantică a luminii.”— New Yorker 

## Conținut
Cele patru capitole ale ediției 2006 tratează despre:
1. Introducere
2. Fotoni: particule de lumină
3. Electroni și interacțiunile lor
4. Chestiuni nelămurite